# Lovreć
Lovreć falu és község Horvátországban Split-Dalmácia megyében.

## Fekvése
Splittől légvonalban 44, közúton 60 km-re keletre, Makarskától légvonalban 21, közúton 46 km-re északra, a dalmát Zagora területén, Imotska krajina nyugati részén egy karsztos fennsíkon fekszik. Itt halad át a Triljből Imotskira menő főút. A település két fő részből Lovrećből és Opanakból áll.

## A község települései
Közigazgatásilag Lovrećen kívül  Dobrinče, Medov Dolac, Opanci és Studenci települések tartoznak hozzá.

## Története
A térség első ismert népe az illírek voltak. Erről mesélnek az ókorból fennmaradt halomsírok és várak maradványai, melyekből a község területén több is található. Közülük is a legjelentősebb Vrh-Gradina, melyet az illírek után a rómaiak és a horvátok ősei is benépesítettek. A történészek az ókori Billibium, vagy Ludrum maradványait sejtik a romok között, míg a népi hagyomány királyi székhelynek tartja. Vrh-Gradina alatt római út vezetett el, közelében templom és temető volt, melynek sírkövei közül több is megmaradt. A horvátok ősei már a 7. században megtelepedtek itt. A középkorban az egyik nagy horvát nemzetség az Opanakok éltek a településen, nevük a főút alatti településrészen máig fennmaradt. A 15. század második felében Vladko Opanak kenéz 44 családot és 18 nőtlen férfit telepített be broćnoi birtokára. Egy 1477-ben kelt török dokumentum neveiket is felsorolja. A település nevét Szent Lőrincnek szentelt középkori templomáról származtatják, amelynek azonban a helye nem ismert. A 14. században a nagy területet felölelő radobiljai plébániához tartozott, később saját plébániája volt. A plébániát a török uralom idején opanci plébániának nevezték, mivel a plébániatemplom már Opanak településen állt. A török uralom emléke Urum bég tornyának romja, melyről a környező településrészt ma is Kulának, lakóit pedig kuljaninak nevezik. Az 1699-es karlócai béke török kézen hagyta. Végleges felszabadulása csak az újabb velencei-török háborút lezáró pozsareváci békével 1718-ban történt meg. Kezdetben Opanak az omiši, Lovreć pedig az imotski közösséghez tartozott. A két közösség közötti határvonal a mai főút mentén húzódott, ennek ellenére plébániájuk mégis közös volt, a plébániatemplom és a plébániaház is Opanakon állt. 1734-ben Blašković makarskai püspök újraalapította az opanaki Mindenszentek plébániát, 1735-ben pedig az addig ferences misszionáriusok által szolgált plébániára állandó plébánost rendelt ki. A velencei uralomnak 1797-ben vége szakadt és osztrák csapatok vonultak be Dalmáciába. 1806-ban az osztrákokat legyőző franciák uralma alá került, de Napóleon lipcsei veresége után 1813-ban újra az osztrákoké lett. A településnek 1857-ben 1018, 1910-ben 1826 lakosa volt. 1918-ban az új szerb-horvát-szlovén állam, majd később Jugoszlávia része lett. A háború után a szocialista Jugoszláviához került. A lakosság elvándorlása az 1970-es évektől vette kezdetét. 1991 óta a független Horvátországhoz tartozik. Az 1990-es évek óta lakossága rohamosan csökkent. 2011-ben a településnek 585 lakosa volt.

## Lakosság
| Lakosság változása | Lakosság változása | Lakosság változása | Lakosság változása | Lakosság változása | Lakosság változása | Lakosság változása | Lakosság változása | Lakosság változása | Lakosság változása | Lakosság változása | Lakosság változása | Lakosság változása | Lakosság változása | Lakosság változása | Lakosság változása |
| ------------------ | ------------------ | ------------------ | ------------------ | ------------------ | ------------------ | ------------------ | ------------------ | ------------------ | ------------------ | ------------------ | ------------------ | ------------------ | ------------------ | ------------------ | ------------------ |
| 1857               | 1869               | 1880               | 1890               | 1900               | 1910               | 1921               | 1931               | 1948               | 1953               | 1961               | 1971               | 1981               | 1991               | 2001               | 2011               |
| 1.018              | 1.135              | 1.213              | 1.383              | 1.614              | 1.826              | 1.788              | 1.724              | 1.838              | 1.732              | 1.727              | 1.832              | 1.358              | 1.249              | 856                | 585                |

## Nevezetességei
- A Mindenszentek tiszteletére szentelt új plébániatemploma a régi közelében épült 1937-ben. Faragott kövekből épített háromhajós, neoromán stílusú épület. Hosszúsága 36, szélessége 18 méter. A hívek az imotski esperesség legnagyobb templomának akarták megépíteni, ezért hossza egy méterrel még az imotski plébániatemplomnál is nagyobb. 1938-ban épült  a háromemeletes, piramisban záródó harangtorony. Márvány főoltárát Šimić plébános a lebontott, majd újjáépített spliti Gyógyító boldogasszony templomból hozatta át. Az oltár két oldalán Szent Tamás apostol és Szent Szilveszter pápa márvány szobrai láthatók. Az oltár mögötti apszisban nagyméretű feszületet helyeztek el, mely Kruno Bošnjak szobrászművész munkája. A szentély Szűz Mária és Szent Antal szobrai szintén a spliti templomból származnak. A hajó jobb oldalán Lourdes-i barlangot építettek, mely Vlado Marjenović festőművész munkája. A bal oldalon a Szent József oltár áll. Az oldalhajók márvány oltárai szintén a spliti templomból valók, Szent Miklós püspök és Szent István vértanú tiszteletére vannak szentelve.

- A régi Szentlélek plébániatemplom[4] a temetőben található. 1937-ig volt a település plébániatemploma. A középkori templom helyén kezdték építeni 1717, a török alóli felszabadulás után. Mai formáját 1755-ben nyerte el, felszentelését 1759-ben Blašković püspök végezte. Ez eseményt a bejárat feletti tábla örökíti meg. A homlokzat feletti pengefalú harangtoronyban három harang található. A Szentlélek eljövetelét ábrázoló oltárképet fára festették 1737-ben. 1978-ban a templomot teljesen felújították. A templom bejáratához boltozott, nyitott kápolnát építettek kőoltárral a nagyobb tömegű szabadtéri misék számára.

- A Nikolići településrészen álló Keresztelő Szent János templom építését 1936-ban a plébániatemplommal egy időben kezdték. Építése elhúzódott és a háború miatt abba is kellett hagyni. A háború után a pénzhiány akadályozta a további építést melyet a hatóságok sem támogattak. Végül csak 1980-ban Anđelko Šimić plébános idejében sikerült befejezni. A homlokzat feletti harangtoronyban két harang található.

- Olujići-Urumi, vagy más néven Kula településrészen találhatók Urum bég tornyának maradványai. A toronyba bevésve látható az építés ideje az 1640-es évszám. Nevét utolsó birtokosáról Urum bégről kapta, aki 1717-ben menekült el a felszabadító velencei seregek elől. A hagyomány szerint lánya itt maradt és keresztény hitre tért. A keresztségben az Iva nevet kapta és hozzáment korábbi, Olujić nevű jobbágyához. A hagyomány szerint tőle származnak a mai Olujići-Urumi lakói.

- A „Mramori” régészeti lelőhely[5] Lovreć keleti részén, a Trilj-Imotski út mentén található. Mramori egy középkori temető, amely a 15. századi sírkövekkel rendelkezik, melyek a régi Salona-Tiluriom-Novae-Narona út mentén álltak. Körülbelül 20, mindenféle sírkő és egy kereszt maradt fenn. A díszítő motívumok repertoárja hasonló a többi, hasonló korú síremlékhez ezen a területen: rozetta, félhold, kereszt, spirál, inda, kólót táncoló emberi alakok, lovasvadász és szarvas ábrázolása. Az egyik oromzatos sírkövön fennmaradt egy felirat, mely az elhunyt Vlkoj Bogdanić emlékét őrzi, aki kovács, illetve kőfaragó is volt.

- Nikolići nevű településrészén található „Nikolića gradina” régészeti lelőhelye. Az Umac-hegy tetején meghatározó stratégiai helyen egy őskori erődítmény maradványa található. A vár 766-773 m tengerszint feletti magasságban helyezkedett el, amely lehetővé tette a környező utak és a kisebb karsztvölgyek ellenőrzését. A domboldal 4000 m2-es fennsíkja ovális alaprajzú. Az északi és déli oldalon egyetlen sánc, míg a keleti és délkeleti oldalon kettős sánc védi. A nyugati oldalon a külső sánc mellett egy belső sánc létezésének lehetősége is fennáll. A megmaradt szárazon rakott kőfal szélessége mintegy 5-10 m, a magassága pedig mintegy 1-6 m. A külső fal mintegy 2-4 m széles és mintegy 1-3 m magas. A várat délkelet felől egy falon kialakított nyíláson és egy kisebb völgyön keresztül közelítették meg. Az erőd kora a bronz és a vaskorra datálható.[6]

- Mrnjavci falucskától északra található „Pušina kula” régészeti lelőhelye. A Basarovina-hegy tetején egy őskori vár maradványa található. A hegy fennsíkja ovális alaprajzú, mérete kb. 16 x 25 méter. Minden oldalról egyetlen sánc védi. A megmaradt szárazon rakott kőfal szélessége körülbelül 2-4 méter, magassága pedig körülbelül 2-3 méter. A fennsík déli része kőfallal, míg a fennsík többi része földdel és kővel van kerítve. A vár bejárata a sáncok nyugati oldalán látható. Bár régészeti kutatást nem végeztek, a hegy lábánál a felszínen található leletanyag ismeretében lehetséges, hogy vár a bronz- és a vaskorra datálható. A hegytől nyugatra, mintegy 200 méter távolságban, a Svitnjak nevű magaslaton három őskori halom található. A várhelytől északra ered a Jankovina nevű forrás.[7]

- Lovrećtól északra, a Bošnjaci településrész feletti 631 méteres Gradina-hegyen helyezkedik el a „Bošnjakova gradina” régészeti övezet. Több korszakon át ívelő régészeti lelőhely, amelynek több fejlődési fázisa van, és az őskortól a késő középkorig szinte folyamatosan fejlődött. Az első időszakot egy a hegyoldalban épített bronzkori erődítményt képezi. Az erőd a hegy déli lejtőjén egy körülbelül 100 x 50 méter hosszú, szabálytalan ellipszis alakú teret zárt be. A sáncok minden oldalról láthatók, még délen is, ahol a majdnem függőleges sziklában végződnek. Az erőd tetején, a sáncok vonalából kiemelkedve, de hozzájuk kapcsolódva, egy négyzet alakú alaprajzú (kb. 3,5 x 4 m) torony található. Az erőd bejáratai a keleti sánc északi részén, a nyugati sánc déli részén és a déli sánc nyugati részén láthatók. A keleti sánc mentén feltárták egy középkori település lakóházainak egy részét. A nyugati oldalt egy hosszú oldalfal választja el a sáncoktól, amelyek a középkor folyamán nyújtottak védelmet az erőd megközelítéséhez. Az erőd építésének pontos idejét nehéz meghatározni, nagy bizonyossággal elmondható, hogy a középkorban már létezett, míg egyes erődítmények, például az említett oldalfal a késő ókorra is utalhatnak. Az erőd tövében, a déli oldalon ókori település volt.[8]

- A plébániatemplom alatt, a körforgalom déli oldalán található a „Megégetettek háza”, ahol a második világháború idején, 1943. július 22-én a megszálló német és olasz csapatok élve égették el Lovreć és a környékbeli települések néhány letartóztatott lakóját. A ház falán emléktábla áll az áldozatok neveivel.[9] A második világháborúban elesettek emlékműve a Split - Imotski főút északi oldalán található.[10]

- Lovreć Mrnjavci nevű településrészén a Vrhgradina nevű hegytől egy kilométerre északra található az „Öt kút” nevű hely a Bliznica nevű tavacskával. A kutakat 15. század végén és a 16. század elején a helyi lakosság építette az ivóvízellátás és szarvasmarhák itatása céljából. Ezek akkor az itteni élet alapvető előfeltételei voltak. A Bliznica nevét azért kapta, mert a hagyomány szerint egykor egy ikertestvérpár fulladt bele. A kutak három-hét méter átmérőjűek, körülbelül öt méter mélyek, és hogy a föld ne omoljon beléjük körbe vannak falazva. A három kútnak még lépcsője is van. A Bliznica-tavat öntözéshez és itatáshoz használták. Nem volt körbefalazva, így minden oldalról hozzáférhető volt a szarvasmarhák számára. A tó átmérője meghaladja a 30 métert, mélysége pedig tíz-húsz méter. A vizet át nem eresztő agyagréteggel bélelték ki, hogy az esővíz ne vesszen el.[11]

## Oktatás
A településen az oktatás magánúton kezdődött, az első tanító a faluban az akkori plébános Anđeo Udiljak atya volt aki 1831-ben kezdte meg működését. Az osztrák hatóságok 1878-ban rendelték el iskola létesítését, az oktatás azonban tanító hiányában csak 1885-ben indulhatott meg. A II. világháború előtti időszakban az oktatás még magánházakban történt. Az iskolaépületet 1950-ben adták át. Az 1960-as évek elejéig területi iskolaként működött, a tanulók nem ritkán tíz kilométerről jártak az iskolába. Teljes felújítása 1999-ben fejeződött be.

## Egyesületek
- A község kulturális, művészeti és sportegyesületét 1999. június 19-én alapították. Célja a község kultúrájának, hagyományainak őrzése, a sportélet szervezése. A község napja augusztus 5. a Lourdes-i Szűzanya ünnepe, mely egybeesik a honvédő háború emléknapjával.
- A helyi önkéntes tűzoltó egyesületet 1984. júniusában alapították.
- A „Gradina” vadásztársaság 1994-ben alakult.